# ジェルダウ・ミナス
ジェルダウ・ミナス（Gerdau/Minas）は、ブラジル・ミナスジェライス州ベロオリゾンテを本拠地とする女子バレーボールクラブ。1935年に創設された。2024/25シーズンはブラジルスーパーリーガ1部に所属。

## 歴史
1935年設立。1976年の南米クラブ選手権で準優勝し、1977/78、1980/81シーズンのブラジル・スーパーリーガで準優勝を果たした。1990年代に入るとナショナルチームの主力選手が多数在籍し、1991/92シーズンのブラジル・スーパーリーガ、南米クラブ選手権、世界クラブ選手権で準優勝すると、1992/93シーズンのブラジル・スーパーリーガで初優勝を果たした。その後、1994/95、1997/98、2000/01シーズンのスーパーリーガで3位、1999/00シーズンのスーパーリーガで準優勝するがなかなかタイトル獲得には至らなかったがナショナルチームの主力選手を揃えて挑んだ2001/02シーズンには9年ぶりにスーパーリーガで優勝を果たした。2002/03、2003/04シーズンと2季連続でスーパーリーガ準優勝、2006/07シーズンのスーパーリーガ3位など安定した成績を残すも、他チームの台頭によりしばらくは低迷期が続いた。2015/16、2017/18シーズンのスーパーリーガで3位に入ると、2018年の南米クラブ選手権で金メダルを獲得した。2018/19シーズンにはスーパーリーガで17年ぶりに優勝を果たすと、ブラジルカップ、南米クラブ選手権と合わせて3冠を達成した。2018年12月に中国で開催された世界クラブ選手権では銀メダルを獲得した。2020/21シーズンのスーパーリーガではレギュラーラウンドを21勝1敗の首位通過すると、クォーターファイナルでBrasíliaを、セミファイナルでBauruを退けて3戦2勝方式の決勝ではプライア・クルーベに初戦敗れるも残り2戦を勝利で飾り2年ぶりの優勝を達成した。2021/22シーズンのスーパーリーガではレギュラーラウンドを18勝4敗で2位通過し、クォーターファイナルでバルエリを、セミファイナルをBauruを破り決勝に進出。決勝では2年連続でプライア・クルーベに2戦とも勝利し2連覇を果たし、南米クラブ選手権でも優勝の栄冠を手にした。ブラジルの大手鉄鋼メーカーであるジェルダウがメインスポンサーになった。2022年12月の世界クラブ選手権では4位となった。2022/23シーズンのスーパーリーガではレギュラーラウンドを3位通過し、クォーターファイナルでアソシアソン・ヴォレイ・バウルを、セミファイナルではオザスコに勝利したが、決勝ではプライア・クルーベに敗れて準優勝となった。2023/24シーズンは南米クラブ選手権で優勝を果たすと、ブラジル・スーパーリーガのレギュラーラウンドを3位で通過。クォーターファイナル、セミファイナルと勝ち進み、決勝ではプライア・クルーベに勝利し前年の雪辱を果たした。

## 主な成績
スーパーリーガ
- 優勝：1992/93、2001/02、2018/19、2020/21、2021/22、2023/24シーズン
- 準優勝：1991/92、1999/00、2002/03、2003/04、2022/23シーズン
- 3位：1994/95、1997/98、2000/01、2006/07、2015/16、2017/18シーズン

 ブラジルカップ
- 優勝：2019年、2021年、2023年
- 準優勝：2017年、2022年

バレーボール女子世界クラブ選手権
- 準優勝：1992年、2018年

南米クラブ選手権
- 優勝：2018年、2019年、2020年、2022年、2024年
- 準優勝：2021年、2023年

## 登録選手
2024-25年シーズンの登録選手は次の通り。
| 背番号 | 国籍/名前            | ポジション           | 身長 | 備考       |
| ------ | -------------------- | -------------------- | ---- | ---------- |
| 1      | Francine Tomazoni    | セッター             | 1.81 |            |
| 2      | Victoria Castelloes  | アウトサイドヒッター | 1.86 |            |
| 3      | Giovana Guimarães    | ミドルブロッカー     | 1.92 |            |
| 4      | セレステ・プラク     | アウトサイドヒッター | 1.90 |            |
| 5      | プリシラ・ダロイト   | アウトサイドヒッター | 1.84 |            |
| 6      | タイーザ・メネセス   | ミドルブロッカー     | 1.96 | キャプテン |
| 7      | Amanda Marques       | オポジット           | 1.85 |            |
| 8      | ジュリア・クジュス   | ミドルブロッカー     | 1.90 |            |
| 9      | キシー・ナシメント   | オポジット           | 1.90 |            |
| 10     | ジェナ・グレイ       | セッター             | 1.86 |            |
| 11     | Larissa Fortes       | リベロ               | 1.71 |            |
| 13     | Kelly Gomes          | ミドルブロッカー     | 1.92 |            |
| 15     | Glayce Vasconcelos   | アウトサイドヒッター | 1.87 |            |
| 16     | ヨンカイラ・ペーニャ | アウトサイドヒッター | 1.90 |            |
| 18     | Rebeca Camile        | ミドルブロッカー     | 1.98 |            |

## 主な歴代所属選手
| - マルシア・クーニャ - エリア・ソウザ - アルレネ・シャビエル - フェルナンダ・ベンツリーニ - カリン・ロドリゲス - レイラ・バロス - バーナ・ディアス - イルマ・カルデイラ - アナ・ベアトリス・シャガス - エリザンジェラ・オリベイラ - ラケル・シルバ - バレウスカ・オリベイラ - エリカ・コインブラ - ジュシエリ・クリスチナ・バレト - カロリネ・ガッタス - ジョゼファ・ファビオラ・ソウザ - シェイラ・カストロ - ジャケリネ・カルバリョ | - ファビアナ・クラウジノ - レイア・シウバ - ジョイセ・シルバ - フェルナンダ・ロドリゲス - マリアナ・コスタ - ミシェリ・パボン - スエレン・ピント - アナ・チエミ・タカギ - タンダラ・カイシェタ - マクリス・カルネイロ - ナタリア・ペレイラ - ブルーナ・オノリオ - イブナ・コロンボ - マーラ・レオン - ガブリエラ・ギマラエス - ロザマリア・モンチベレル - ナイアネ・リオス - ニエメ・コスタ | - プリケバ・フィップス - ナンシー・メトカフ - ローガン・トム - ニコル・フォーセット - デスティニー・フッカー - メーガン・イージー - アレイナ・バーグスマ - ダニエル・カッティーノ - アンネリス・バルガス - ダイミ・ラミレス - ロスランディ・アコスタ - シルビア・ロル - イングリッド・フィッセール - ドブリアナ・ラバジエバ - ネリマン・オズソイ |